# Bakken Bears
Bakken Bears este un club profesionist de baschet din Aarhus, Danemarca. Echipa a fost fondată în 1953 și a câștigat Liga Daneză de Baschet de 14 ori. Clubul joacă meciurile de pe teren propriu în sala Vejlby-Risskov Hallen.

## Istoria
Clubul Bakken Bears a fost fondat în 1953 sub numele de la Aarhus Baschet Forening (ABF), iar din 1962 a purtat numele Skovbakken Basketball. Clubul a fost în prima ligă aproape în fiecare an de atunci și a câștigat primul său titlu în 1958. De atunci, clubul a câștigat o serie de titluri naționale și este acum echipa care a câștigat cele mai multe titluri din istoria orașului Aarhus.
În anii 2005-2009 Bakken Bears a făcut parte din Aarhus Elite A/S, o organizație de elită de sport din Aarhus, care includea, printre altele echipa de fotbal AGF. În ultimele luni ale anului 2009, un grup de oameni de afacere locali, sponsori și suporteri au cumpărat echipa.
Când Bakken Bears a găzduit pe Næstved în primul meci din semifinalele Ligii în martie 2009, 4.816 spectatori au urmărit meciul pe Aarhus Arena, stabilindu-se un record de spectatori pentru baschet în Danemarca.

## Palmares

### Național
Campionatul Danemarcei
- Titluri (14): 1958, 1996-1997, 1998-1999, 1999-2000, 2000-2001, 2003-2004, 2004-2005, 2006-2007, 2007-2008, 2008-2009, 2010-2011, 2011-2012, 2012-2013, 2013-2014

Cupa Danemarcei
- Titluri (10): 1999, 2000, 2003, 2004, 2006, 2008, 2009, 2010, 2012, 2014, 2016

## Jucători importanți
- Jonas Zohore Bergstedt
- Kaido Saks
- Maurice Acker
- Semaj Inge
- Shawn Glover